# Camden-on-Gauley
Camden-on-Gauley é uma cidade localizada no estado norte-americano de Virgínia Ocidental, no Condado de Webster.

## Demografia
Segundo o censo norte-americano de 2000, a sua população era de 157 habitantes.
Em 2006, foi estimada uma população de 153, um decréscimo de 4 (-2.5%).

## Geografia
De acordo com o United States Census Bureau tem uma área de
0,9 km², dos quais 0,9 km² cobertos por terra e 0,0 km² cobertos por água.

## Localidades na vizinhança
O diagrama seguinte representa as localidades num raio de 24 km ao redor de Camden-on-Gauley.